# Tom Vanhoudt
Tom Vanhoudt (Diest, 28 luglio 1972) è un allenatore di tennis ed ex tennista belga.

## Carriera
Ottenne il suo best ranking in singolare il 15 aprile 1996 con la 203ª posizione, mentre nel doppio divenne il 10 settembre 2001, il 36º del ranking ATP.
Specialista nel doppio, vinse in carriera un solo titolo ATP al Croatia Open Umag che si disputò a Umago in Croazia nel 1993; in quell'occasione in coppia con il connazionale Filip Dewulf superò la coppia iberica formata da Jordi Arrese e da Francisco Roig con il risultato di 6-4, 7-5.
Nel 2001, invece, in coppia con lo svedese Johan Landsberg, nel Milan Indoor fu sconfitto in finale dagli olandesi Paul Haarhuis e da Sjeng Schalken con il punteggio di 6(5)–7, 6(4)–7. Nel circuito ATP Challenger Series ottenne la vittoria finale in 27 diversi tornei tenutisi perlopiù sulla terra battuta. Si ritirò dal tennis professionistico nel 2005.
Fece parte della squadra belga di Coppa Davis dal 1991 al 2002 con un bilancio finale di quattro vittorie e cinque sconfitte.

## Statistiche

### Tornei ATP

#### Doppio

##### Vittorie (1)
| Legenda singolare                                 |
| Grande Slam (0)                                   |
| ATP World Tour Finals (0)                         |
| ATP Masters Series / ATP Masters 1000 (0)         |
| ATP International Gold / ATP World Tour 500 (0)   |
| ATP International Series / ATP World Tour 250 (1) |

| Numero | Data           | Torneo                   | Superficie  | Compagno     | Avversari in finale         | Punteggio |
| 1.     | 23 agosto 1993 | Croatia Open Umag, Umago | Terra rossa | Filip Dewulf | Jordi Arrese Francisco Roig | 6-4, 7-5  |

##### Sconfitte in finale (1)
| Legenda singolare                                 |
| Grande Slam (0)                                   |
| ATP World Tour Finals (0)                         |
| ATP Masters Series / ATP Masters 1000 (0)         |
| ATP International Gold / ATP World Tour 500 (0)   |
| ATP International Series / ATP World Tour 250 (1) |

| Numero | Data            | Torneo               | Superficie    | Compagno        | Avversari in finale          | Punteggio      |
| 1.     | 29 gennaio 2001 | Milan Indoor, Milano | Sintetico (i) | Johan Landsberg | Paul Haarhuis Sjeng Schalken | 6(5)–7, 6(4)–7 |

### Tornei minori

#### Doppio

##### Vittorie (27)
| Legenda tornei minori |
| Challenger (27)       |
| Futures (0)           |

| Numero | Data              | Torneo                                    | Superficie      | Compagno           | Avversari in finale                  | Punteggio           |
| 1.     | 17 agosto 1992    | IPP Trophy, Ginevra                       | Terra rossa     | Filip Dewulf       | Alfonso Mora Marcelo Rebolledo       | 6-3, 6-2            |
| 2.     | 14 settembre 1992 | Casablanca Challenger, Casablanca         | Terra rossa     | Filip Dewulf       | Karol Kučera Andrej Merinov          | 7-5, 6-3            |
| 3.     | 16 agosto 1993    | s Tennis Masters Challenger, Graz         | Terra rossa     | Filip Dewulf       | Jordi Arrese Francisco Roig          | 6-7, 6-2, 6-3       |
| 4.     | 13 settembre 1993 | Budapest Challenger, Budapest             | Terra rossa     | Filip Dewulf       | Stefano Pescosolido Massimo Valeri   | 7-5, 6-3            |
| 5.     | 20 maggio 1996    | Budapest Challenger, Budapest             | Terra rossa     | Nuno Marques       | Eyal Ran Laurence Tieleman           | 6-4, 6-1            |
| 6.     | 27 maggio 1996    | Pekao Open, Stettino                      | Terra rossa     | Fernon Wibier      | Emanuel Couto Nuno Marques           | 6-1, 6-1            |
| 7.     | 23 settembre 1996 | Copa Sevilla, Siviglia                    | Terra gialla    | Ola Kristiansson   | Fabio Maggi Juan Antonio Marín       | 6-0, 6-7, 6-1       |
| 8.     | 31 marzo 1997     | Open Barletta, Barletta                   | Terra rossa     | Nuno Marques       | Alberto Martín Albert Portas         | 6-3, 6-4            |
| 9.     | 7 aprile 1997     | Tennis Napoli Cup, Napoli                 | Terra rossa     | Aleksandar Kitinov | Tomás Carbonell Francisco Roig       | 7-6, 6-4            |
| 10.    | 19 maggio 1997    | Budapest Challenger, Budapest             | Terra rossa     | Nuno Marques       | Aleksandar Kitinov Greg Van Emburgh  | 2-6, 6-4, 6-3       |
| 11.    | 30 giugno 1997    | Ulm Challenger, Ulma                      | Terra rossa     | Kris Goossens      | Petr Luxa Petr Pála                  | 6-3, 6-0            |
| 12.    | 14 luglio 1997    | Siemens Open, Scheveningen                | Terra rossa     | Álex Calatrava     | Raemon Sluiter Peter Wessels         | 6-7, 6-2, 7-6       |
| 13.    | 21 luglio 1997    | Ostend Challenger, Ostenda                | Terra rossa     | Kris Goossens      | Julien Boutter Tarik Benhabiles      | 3-6, 6-4, 6-0       |
| 14.    | 11 agosto 1997    | s Tennis Masters Challenger, Graz         | Terra rossa     | Lucas Arnold Ker   | Alberto Martín Albert Portas         | 6-1, 6-2            |
| 15.    | 8 febbraio 1999   | Lucknow Challenger, Lucknow               | Erba            | Nuno Marques       | Marcos Ondruska Andrew Richardson    | 6-4, 5-7, 6-1       |
| 16.    | 3 maggio 1999     | Ljubljana Challenger, Lubiana             | Terra rossa     | Massimo Valeri     | Eduardo Nicolas Germán Puentes       | 7–6(8), 6-4         |
| 17.    | 12 luglio 1999    | S Tennis Masters Challenger, Graz         | Terra rossa     | Nuno Marques       | Albert Portas Germán Puentes         | 6-2, 6-2            |
| 18.    | 19 luglio 1999    | Siemens Open, Scheveningen                | Terra rossa     | Eyal Ran           | James Greenhalgh Paul Rosner         | 6-4, 6-4            |
| 19.    | 13 maggio 2002    | Zagreb Open, Zagabria                     | Terra rossa     | Dick Norman        | Jordan Kerr Grant Silcock            | 6-3, 4-6, 6-3       |
| 20.    | 28 ottobre 2002   | Lambertz Open by STAWAG, Aquisgrana       | Sintetico (i)   | Jim Thomas         | Thomas Shimada Takao Suzuki          | 6(4)–7, 7–6(4), 6-3 |
| 21.    | 4 agosto 2003     | San Marino Cepu Open, San Marino          | Terra rossa     | Massimo Bertolini  | Federico Browne Dominik Hrbatý       | 7-5, 6(3)–7, 6-2    |
| 22.    | 22 marzo 2004     | Open Prévadiès Saint–Brieuc, Saint-Brieuc | Terra rossa (i) | Christophe Rochus  | David Škoch Jiří Vaněk               | 6-0, 6-1            |
| 23.    | 19 aprile 2004    | Bermuda Open Challenger, Paget            | Terra verde     | Jordan Kerr        | Ashley Fisher Stephen Huss           | 4-6, 6-4, 7–6(6)    |
| 24.    | 26 luglio 2004    | San Marino Cepu Open, San Marino          | Terra rossa     | Massimo Bertolini  | Adrián García Álex López Morón       | 6-2, 6-4            |
| 25.    | 21 marzo 2005     | Open Barletta, Barletta                   | Terra rossa     | Kristof Vliegen    | Lukáš Dlouhý Jurij Ščukin            | 6-4, 5-7, 7-5       |
| 26.    | 16 maggio 2005    | Zagreb Open, Zagabria                     | Terra rossa     | Gabriel Trifu      | Enzo Artoni Martín Vassallo Argüello | 6-2, 4-6, 7-5       |
| 27.    | 27 giugno 2005    | Canella Challenger, Biella                | Terra rossa     | Gabriel Trifu      | Carlos Berlocq Ricardo Mello         | 6-4, 4-6, 6-4       |